# Nelo cydrara
Nelo cydrara är en fjärilsart som beskrevs av Druce 1907. Nelo cydrara ingår i släktet Nelo och familjen mätare. Inga underarter finns listade i Catalogue of Life.